# Graham Rix
Graham Cyril Rix (Doncaster, 1957. október 23. –) angol válogatott labdarúgó, edző.

## Pályafutása

### Klubcsapatban
Doncasterben született. Az Arsenal együtteséhez 1974-ben csatlakozott és egy évvel később profi szerződést kapott. Első mérkőzését 1977. április 2-án játszotta az Arsenal színeiben egy Leicester City elleni bajnokin és rögtön góllal mutatkozott be. 1978 és 1980 között három FA-kupa döntőben is játszhatott, de ezek közül csak az 1979-est tudták megnyerni a Manchester United ellen 3–2 arányban. Az 1980-as KEK-döntőbe is bejutottak, ahol a spanyol Valencia együttesével találkoztak. A rendes játékidő és a hosszabbítás után sem született gól, így tizenegyesrúgások döntöttek. A büntetőpárbajban Rix kihagyta a büntetőjét, az Arsenal pedig elveszítette a döntőt. 1983-ban megkapta a csapatkapitányi karszalagot. Az 1986–87-es szezonban megnyerték a ligakupát, de Rix kihagyta a Liverpool elleni döntőt. A sorozatos achilles ín húzódásai miatt az 1980-as évek közepén kikerült a kezdőcsapatból és még mielőtt távozott volna egy évig kölcsönben szerepelt a Brentford csapatában. Végül 1988-ban hagyta el az Arsenalt. Az ágyúsok színeiben összesen 464 mérkőzésen lépett pályára és 51 gólt szerzett.
Később játszott még Franciaországban a Caen és a Le Havre csapataiban és Skóciában a Dundee FC-ben. 1995-ben 1 mérkőzésen pályára lépett a Chelseaben.

### A válogatottban
1980 és 1984 között 17 alkalommal szerepelt az angol válogatottban. Részt vett az 1982-es világbajnokságon.

### Edzőként
2000-ben egy kis ideig megbízott edzője volt a Chelseanek. 2001 és 2002 között a Portsmouth csapatát edzette. Később dolgozott még az Oxford United és a Hearts csapatainál.

## Sikerei, díjai

### Játékosként
Arsenal
- Angol kupa (1): 1978–79
- KEK-döntős (1): 1979–80
- Angol ligakupa (1): 1986–87